# Єлизавета (великопольська княгиня)
Єлизавета (1128 — 21 липня 1154), угорсько-українська принцеса, Велика княгиня Польщі, дружина Великого князя Польщі Мешко ІІІ.
Онука української князівни Предслави Святополківни, правнучка Великого князя Київського Святополка ІІ, прапраправнучка Великого князя Київського Ярослава Мудрого.

## Біографія
Єлізавета була старшою дитиною короля Угорщини Бели II та його дружини Олени, доньки князя Рашки Уроша I, Великого Жупана Сербії.
Близько 1136 року Єлизавета одружилася з князем Мешко ІІІ, сином Польського правителя Болеславом III. Це шлюб відбувся в результаті угоди, укладеної роком раніше в Мерзебурзі.
Через два роки (28 жовтня 1138) помер князь Польщі Болеслав III; за його волею, Мешко ІІІ успадкував Великопольське князівство, а Єлизавета — стала Великопольською княгинею. У них було п'ять дітей.
Елізабет померла 1154 року у віці двадцять шість або двадцять сім років.
1173 року її чоловік став правителем всієї Польщі.

## Родина
Чоловік — Мешко III, великий князь Польський
Діти:
- Одон (1149—1194).
- Степан (1150—1166/77?).
- Єлизавета (1152—1209).
- Верхослава Людмила (1153—1223).
- Юдита (1154—1201) — дружина Бернхарда III, герцога Саксонії.

## Генеалогія
Єлізавета веде свій родовід, в тому числі, й від Великих князів Київських з роду Ярославичів та Ізяславичів.